# 滇藏槭
滇藏槭（学名：Acer wardii）为槭树科槭属下的一个种。

## 扩展阅读
- 維基物種上的相關：滇藏槭